# Blåtop (art)
Blåtop (Molinia caerulea) er et tuedannende græs med en stift opret vækst. Arten vokser i heder og lyse skove på kalkfattig bund. Planten har navn efter de blåviolette støvknapper i blomsterne.

## Beskrivelse
Blåtop er et tuedannende græs med en opret og stiv vækstform. Planten danner ikke udløbere, så dens spredning foregår udelukkende ved frø. Da stråene kun danner knæ helt nede ved jorden, ser de nederste dele af dem løgagtige ud. Bladene er linjeformede og stive med hel rand. Oversiden er blåligt grøn, mens undersiden er lyst blågrøn. Høstfarven er gyldent-gul. Blomstringen foregår i juli-august. Blomsterne er samlet i småaks, der tilsammen danner endestillede aks. De enkelte blomster er 3-tallige og uregelmæssige (dvs. reducerede, som det er almindeligt i Græs-familien). Planten har navn efter de blåviolette støvfang og støvknapperne, der kan ses hænge ud af småaksene i blomstringstiden. Frugterne er nødder med korte avner og uden stak.
Rodsystemet består af kraftige, tætsiddende trævlerødder.
Højden af tuen er ca. 50 cm, og dens diameter er ca. 30 cm. De blomstrende stængler er dog ca. 30 cm højere.

## Voksested
Blåtop er naturligt udbredt i Nordafrika, Mellemøsten, Centralasien og det meste af Europa. I Danmark er den almindelig de fleste steder, men mangler dog på Ærø. Den hører hjemme på fugtig, mager, sur jord. Derfor er den en typisk hedeplante sammen med f.eks. Klokkelyng. Af samme grund viser den sig at kunne udkonkurrere hedelyng på fugtig bund, hvis heden ikke bliver afbrændt med få års mellemrum. Raunsø Mose i Esbjerg Kommune (tidligere: Bramming Kommune) rummer ældre tørvegrave. Her vokser arten på nydannet højmose sammen med bl.a. benbræk, blåbær, hindbær, revling, rosmarinlyng, almindelig røn, tranebær, vandnavle, dunbirk, engviol, hedelyng, klokkelyng, kragefod, kærdueurt, mosepors, rundbladet soldug, smalbladet kæruld og tuekogleaks.

## Galleri
|  |  |  |  |

## Note
1. ↑  Coast Alive: Raunsø Mose og Størsbøl Bæk Arkiveret 4. marts 2016 hos  Wayback Machine – oversigt over naturforholdene i mosen med vegetationslister

| Portal | Portal:Botanik |